# Glacier Burn Waterfall
Der Glacier Burn Waterfall ist ein Wasserfall im Mount-Aspiring-Nationalpark in der Region Otago auf der Südinsel Neuseelands. Er liegt im Lauf des Glacier Burn, der in östlicher Fließrichtung eine kurze Strecke hinter dem Wasserfall in den Matukituki River mündet. Seine Fallhöhe beträgt rund 100 Meter.
Vom Parkplatz an der teils unbefestigten Wanaka–Mount Aspiring Road 47,5 km hinter Wanaka führt zunächst der East Matukituki Track in nördlicher Richtung, dann der westliche Abzweig Glacier Burn Track in rund 2½ Stunden Gehzeit zum Wasserfall.